# UFC on ESPN: Cannonier vs. Gastelum
UFC on ESPN: Cannonier vs. Gastelum (también conocido como UFC on ESPN 29) fue un evento de artes marciales mixtas producido por Ultimate Fighting Championship que tuvo lugar el 21 de agosto de 2021 en las instalaciones del UFC Apex en Enterprise, Nevada, parte del área metropolitana de Las Vegas, Estados Unidos.

## Antecedentes
Se esperaba que un combate de peso medio entre el ex retador del Campeonato de Peso Medio de la UFC Paulo Costa y Jared Cannonier encabezara el evento. Sin embargo, el 4 de junio, Costa se retiró de la pelea debido a razones desconocidas y fue reemplazado por el ex retador del título interino y ganador de The Ultimate Fighter: Team Jones vs. Team Sonnen Kelvin Gastelum. Costa afirmó más tarde que nunca firmó el acuerdo de combate y que tuvo problemas con su pago, aunque no confirmó que fueran la razón de su retirada.
En este evento tuvo lugar un combate de peso pesado entre Chase Sherman y Parker Porter tenga lugar en el evento. El emparejamiento estaba previamente programado para tener lugar en UFC on ESPN: Whittaker vs. Gastelum, pero Porter fue retirado de esa contienda debido a razones no reveladas.
Brian Kelleher y Domingo Pilarte se enfrentaron en un combate de peso gallo en el evento. El emparejamiento estaba previamente programado para noviembre de 2018 en UFC 230, pero Pilarte se retiró debido a una lesión.
En el evento se esperaba un combate de peso gallo entre Mana Martinez y Jesse Strader. Sin embargo, poco más de una semana antes del evento, Strader se retiró del combate por razones desconocidas y fue sustituido por Trevin Jones. A su vez, Martinez se retiró durante la semana de la pelea por razones no reveladas. Jones fue emparejado con Saidyokub Kakharamonov. En el pesaje, Kakharamonov pesó 138.5 libras, dos libras y media por encima del límite de la pelea de peso gallo. Se espera que el combate se lleve a cabo en un peso acordado y perderá el 20% de su bolsa a favor de Jones.
En el peso mosca femenino estaba previsto un combate entre Cortney Casey y Liana Jojua en el peso mosca femenino. Sin embargo, Jojua se vio obligada a abandonar el combate por problemas de visado. Se espera que el combate se mantenga intacto y se reprograme para un evento posterior.
Se esperaba que Antônio Braga Neto y Abdul Razak Alhassan se enfrentaran en un combate de peso medio en este evento. Al final se reprogramó para UFC on ESPN: Barboza vs. Chikadze la semana siguiente.

## Premios de bonificación
Los siguientes luchadores recibieron bonificaciones de $50000 dólares.
- Pelea de la Noche: No se concedió ninguna bonificación.
- Actuación de la Noche: Alexandre Pantoja, Josiane Nunes, William Knight y Ignacio Bahamondes